# Shortia rotundifolia
Shortia rotundifolia är en fjällgröneväxtart som beskrevs av Tomitaro Makino. Shortia rotundifolia ingår i släktet Shortia och familjen fjällgröneväxter. Inga underarter finns listade i Catalogue of Life.